# Erbgrafenhaus Wertheim

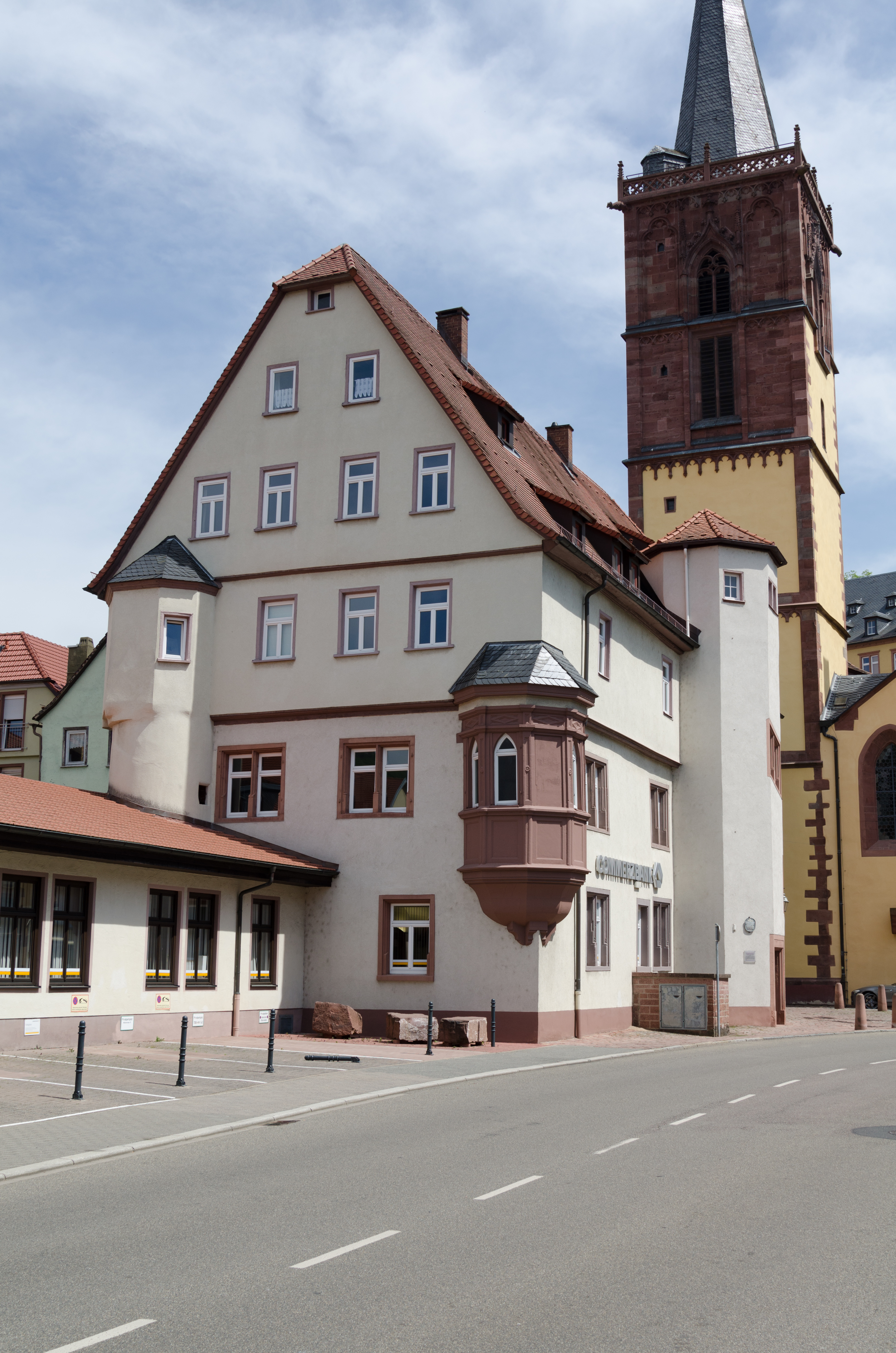
Ehemaliges Erbgrafenhaus, sogenannter Neuer Bau, heute Wohn- und Geschäftshaus

Das Erbgrafenhaus Wertheim, auch Neuer Bau, ist ein ehemaliges Schloss in der Kernstadt Wertheim im Main-Tauber-Kreis in Baden-Württemberg.

## Geschichte
Das Schloss wurde 1545/48 erbaut und steht heute unter Denkmalschutz. Es befindet sich in der Nähe der Stiftskirche zu deren Westfront. Ein dazugehöriger Garten ist mit dem Ausbau der Linden- und der Mühlstraße in der zweiten Hälfte des 20. Jahrhunderts abgegangen. 1989/90 fanden im Inneren Umbauten für eine Bankfiliale statt. 1997 folgte eine Gebäudesanierung und eine Neueindeckung des Daches.

## Anlage
Das ehemalige Erbgrafenhaus befindet sich in städtebaulich prominenter Lage am Eingang zur Kernstadt und gegenüber der Pfarrkirche und ist mit seinem mit qualitätvollen Baudetails versehenen Baukörper von exemplarischem Wert für die Stadtgestalt und Stadtgeschichte. Das dreigeschossige Gebäude verfügt über ein massives Erd- und erstes Obergeschoss. Das zweite Obergeschoss wurde in Fachwerk errichtet und verputzt. Es besteht ein Krüppelwalmdach und an der Südfassade ein vorgesetzter Treppenturm, sandsteinerne Tür- und Fenstergewände mit Anlauf und an der Südwestecke ein kleiner Sandsteinerker. Im zweiten Obergeschoss sind Rippengewölbe erhalten.